# 阿納瓦爾克山
13°34′40″S 71°57′20″W / 13.57778°S 71.95556°W

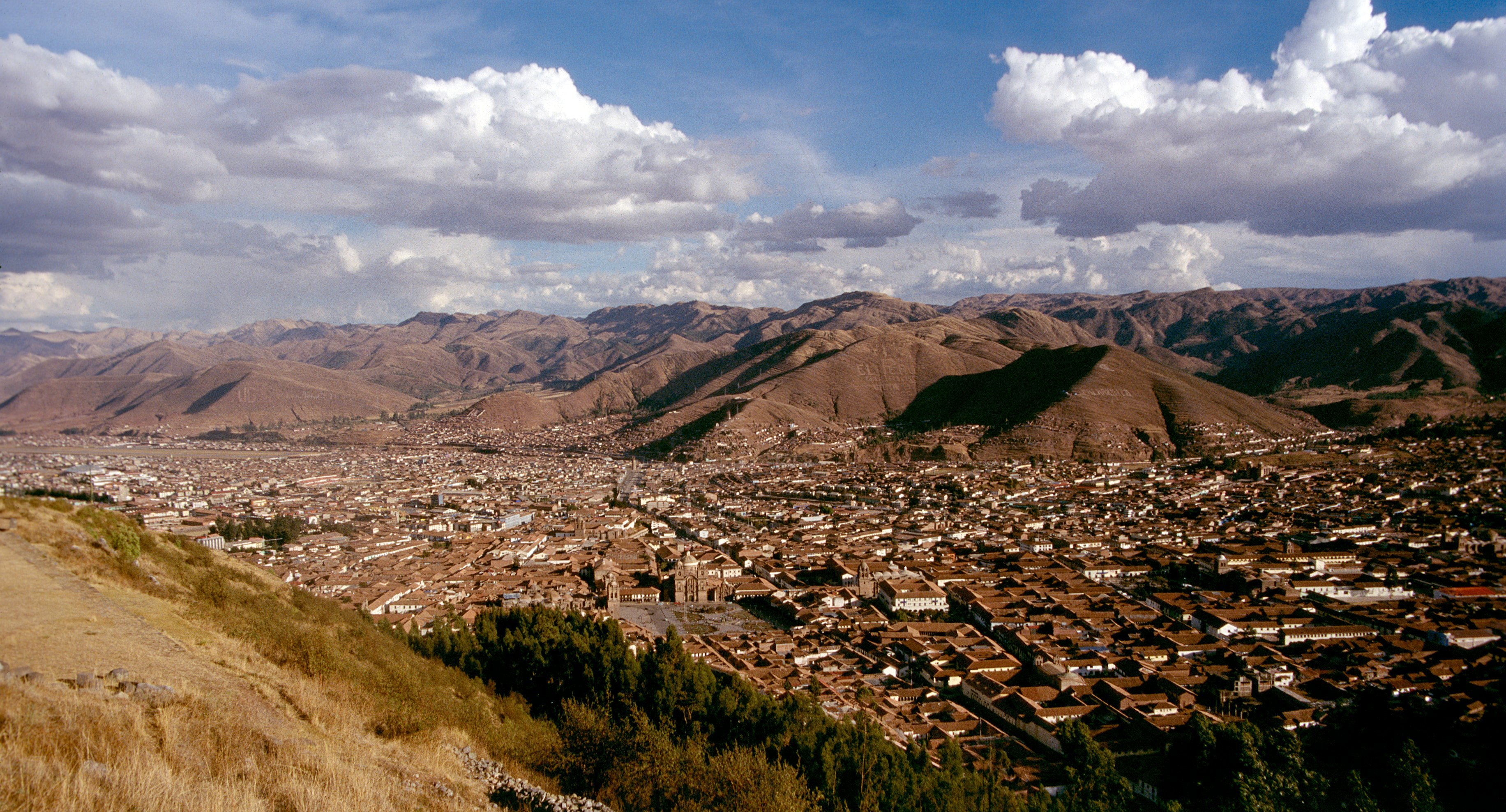

阿納瓦爾克山（Anahuarque），是秘魯的山峰，位於該國東南部庫斯科大區，處於庫斯科東南面和瓦納考里山以西，屬於安第斯山脈的一部分，海拔高度約4,050米。